# Rhynchogyna fallax
Rhynchogyna fallax är en orkidéart som först beskrevs av André Guillaumin, och fick sitt nu gällande namn av Gunnar Seidenfaden. Rhynchogyna fallax ingår i släktet Rhynchogyna och familjen orkidéer.
Artens utbredningsområde är Vietnam. Inga underarter finns listade i Catalogue of Life.